# Plánicko
Plánicko z.s.p.o. je zájmové sdružení právnických osob v okresu Klatovy, jeho sídlem je Plánice a jeho cílem je všestranný rozvoj regionu a možnost koordinace činnosti za účelem efektivního využití různých podpůrných prostředků a vzhledem k poloze při hranici s Bavorskem přeshraniční spolupráce. Sdružuje celkem 12 obcí a byl založen v roce 1999.

## Obce sdružené v mikroregionu
- Bolešiny
- Číhaň
- Hnačov
- Mlýnské Struhadlo
- * Nehodiv
- Obytce
- Plánice
- Újezd u Plánice
- Zavlekov
- Zborovy
- Myslovice

```
Spolky= SDH Plánice , SK Bolešiny
```